# Avi Ganor
Avi Ganor (* 8. října 1950, Ramat ha-Šaron) je izraelský umělec a fotograf. Je průkopníkem umělecké fotografie v období 80. let 20. století. Podobně jako on se velká část umělců vrátila ze studia fotografie ve Spojených státech, mezi nimi byli také Oded Yedaya, Jig'al Šem Tov, Simcha Shirman, Deganit Berestová a další.

## Životopis
Ganor se narodil v roce 1950 v Ramat ha-Šaron. Malovat začal od mládí a malbu studoval u Rafiho Laviho. Vystudoval letecké inženýrství na Izraelském technologickém institutu Technion a obchodní administrativu na Hebrejské univerzitě v Jeruzalémě. Poté odcestoval do Spojených států a studoval fotografii na Pratt Institute v New Yorku a San Francisco Art Institute. V roce 1977 se vrátil do Izraele, v letech 1996-1998 studoval digitální média na Reichmanově univerzitě.
V letech 1975 až 1980 se Ganor zaměřil na barevnou pouliční fotografii, přičemž byl aktivní a kombinoval další světelné zdroje při práci na slunečním světle. Během let 1980-1985 se Ganor začal věnovat intimní fotografii doma a používání amatérských fotoaparátů a obrovských zvětšenin. Toto období shrnul na samostatné výstavě kurátor Micha Bar-Am v Tel Avivském muzeu v roce 1985. V roce 1990 byla v Izraelském muzeu výstava Hora sama o sobě a kurátorem byl Nissan Perez. V roce 2011 představil Ganor samostatnou výstavu v Tel Avivském muzeu umění s názvem „RealityTrauma“, kurátorkou výstavy byla Nili Goren.
Avi Ganor se ve své práci zabývá složitostí vztahu mezi obrazem a realitou, fotografií a metaforou, v čase, před ním a uvnitř něj, aby popsal životní zkušenost člověka ve světě.
Ganor je spoluautorem knih:
- "Chuť Izraele" s Ronem Meybergem
- "The Grill" s Handler-Kramerman Foundation a Erez Komrovsky
- "Zahrada" s prof. Adirem Cohenem a Philipem Bolkiou
- Manta-Ray[3] - kniha
- RealityTrauma[4] - Katalog výstavy v Tel Avivském muzeu
- Algebra fotografie (v Písmu) 2022

Spolu s Haimem Luskym a Spielman Institute of Photography inicioval antologii RealityTrauma and the Internal Logic of Photography a také překlad knihy Za filozofii fotografie česko-brazilského filosofa Viléma Flussera, kterou vydalo nakladatelství Wrestling.
Ganor pořídil fotografie pro obaly desek "Hot Attitude" od Dannyho Litaniho (1978), "Rock Tel Aviv" od Mannyho Begera (1980), The End of the Day od Matti Caspi (1981), Cotton Candy od Shlomo Gronich (1982), na Earth Of Shalom Hanoch (1983), Derech Eretz od Gidi Gov (1987) a debutové album Natasha's Friends (1989).
Ganor radil obchodním společnostem v oblasti brandingu a strategie. Vyučoval na Becalelově akademii umění a designu, Branding a Art Direction na katedře vizuální komunikace, Camera Obscura, Beit Zvi a Art College.
Jeho manželka Ofra Ganor vlastní restauraci Manta Ray a Shi-Shi.